# جواد بن داوود
جواد بن داوود (بالفرنسية: Jawad Bendaoud)‏ (من مواليد 30 أغسطس 1986) هو فرنسي-مغربي أُدين بتهمة إيواء بعض الإرهابيين الذين شاركوا في هجمات تشرين الثاني/نوفمبر 2015 في باريس بما في ذلك العقل المدبر للهجمات عبد الحميد أبا عود. حُكم على جواد بالسجن أربع سنوات في آذار/مارس 2019 بعدما تُؤكّد من إيوائهِ لشكيب أحد الأشخاص الذين شاركوا في الهجمات لكنّه كان قد حصل على البراءة في شباط/فبراير 2018.
لدى داوود سجّل إجرامي حيثُ اتهمَ في عام 2006 لقتل صديقٍ له يُدعى ديفيد بعد اتهامه بسرقة هاتفه المحمول؛ كما لهُ عدّة سوابق بسببِ تجارتهِ في المخدرات. قبلَ أيام قليلة من الهجمات؛ اتصلَ صديق بجواد بن داوود وطلبَ منهُ إيواء بعض الزملاء الآخرينَ له في منزله لأيّام وفي 18 نوفمبر/تشرين الثاني داهمت الشرطة شقّة داوود واشتبكت في وقتٍ لاحق معَ شخصان من المُحتمل مشاركتهما في الهجمات ثمّ أردتهما قتيلين. في تلكَ الفترة؛ كانت قوات الأمن الفرنسية مستنفرة لضبطِ الخلايا النائمة فأجرى داوود مقابلة صحفيّة ذكر فيها أنّهُ آوى المُهاجمين فعلًا لكنّه لم يكن يعلمُ شيئًا عن مخططهما ولا علاقة تجمعهُ بهما أيضًا.
تمت تبرئةُ بن داوود في المحاكمة الأولى في شباط/فبراير 2018 بسببِ عدم وجود أدلة كافية لإدانتهِ لكنّ المدعي العام في باريس طعنَ في قرار المحكمة وطالبَ بجلسة ثانية عُقدت في آذار/مارس من عام 2019 وأُدين فيها جواد قبلَ أن يُحكم عليهِ بالسجن لمدة أربع سنوات.
حظيَ داوود بشهرة محليّة في فرنسا بعدَ المقابلة التي كان قد أجراها والتي ذكر فيها أنّه آوى المُهاجمين لكنّه لم يكن يعلمُ بمخططاتهم ثم وصلت شهرته إلى العالم بعدما ظهر في فيديو ثانٍ يستعرضُ فيه نفسه معَ تقاسيم وجه غريبة نوعًا ما ثمّ سرعانَ ما انتشر هذا الفيديو على نطاق واسع وصار من أبرز الميمات على الإنترنت حيثُ شوهدَ أكثر من 130 مليون مرة على منصة تويتر وحدها.